# Bofjärden, Kristinestad
Bofjärden är en vik i Finland.   Den ligger i landskapet Österbotten, i den sydvästra delen av landet, 290 km nordväst om huvudstaden Helsingfors.
Bofjärden sträcker sig från byn Skaftung i söder mellan halvön Skären i väster och fastlandet i öster.